# اوپارین جوکو
اوپارین جوکو (انگلیسی: Ouparine Djoco؛ زادهٔ ۲۲ آوریل ۱۹۹۸) بازیکن فوتبال اهل فرانسه است.